# Sędziszowa (Petite-Pologne)
Pour les articles homonymes, voir Sędziszowa.
Sędziszowa est une localité polonaise de la gmina de Bobowa, située dans le powiat de Gorlice en voïvodie de Petite-Pologne.